# 宮田聡子
宮田 聡子（みやた さとこ、1988年9月12日 - ）は、日本の女性ファッションモデル、タレント。ヴィズミックモデルエージェンシー所属。福岡県大野城市 出身。

## 来歴
西鉄福岡（天神）駅ソラリアビジョン前でスカウトされ、福岡市のモデル事務所であるエレガントプロモーションに入る。
筑陽学園高等学校卒。
2006年3月、「神戸コレクション×JJモデルオーディション」グランプリ受賞。これを機に上京する。
2008年、ファッション雑誌『mina』専属モデルに選ばれる（2009年まで）。
2008年11月、2009年度三愛水着イメージガールに選ばれる。
2009年1月、ファッション雑誌『with』の専属モデルになる。
2010年～2012年、フジテレビ「めざましTV」いまどき☆ムスメとして登場。
2011年、ファッション雑誌『GINGER（ジンジャー）』でもレギュラーモデルとして登場。
2012年、『LITHIUM FEMME（リチウム ファム）』のデザイナーに起用され、コラボレーションライン「LITHIUM FEMME by SATOKO MIYATA」を発表。nottv『ファミ通TV』のMCを務める。ファッション雑誌『and GIRL』、『ar』でもレギュラーモデルとして登場。その後も、『Oggi』『GINGER』、『VoCE』、『美的』『BAILA』『SWEET』『InRed』などに出番を増やしていく。2023年現在、女性ファッション誌に数多く登場しているモデルの1人。

## 人物
趣味はアクセサリー作りとバッティングセンターに通うこと、『ゲーム』『アニメ』特技はイラスト（高校は、デザイン科所属）。好きな食べ物は、カレー、焼き肉、ラーメンである。
兄と弟がいる。弟は2011年春から宮田と2人暮らしをしている。
好きなアーティストは、BUMP OF CHICKEN、電気グルーヴ｡

## 出演

### テレビ（ドラマ）
- 女子アナ一直線 第4 - 7話（2007年、テレビ東京） - 柳沢ミナコ 役

### テレビ（情報・バラエティ）
- 勝利の女神4 〜バラエティ編〜（2009年5月1日 - 9月25日、チバテレビ）- レギュラー
- クチコミ戦隊つぶやくんジャー（2010年2月19日 - 3月19日、日本テレビ）- つぶやきピンク
- めざましテレビ（2010年4月 - 2012年3月、フジテレビ）- 「MOTTOいまドキ!」レギュラー[7]
- 音龍門（2010年4月、日本テレビ） - 朗読少女
- カイモノ・ラボ（2011年4月 - 、TBS）
- イキモノ日本紀行（2012年1月 - 、ひかりTV）
- ファミ通TV（2012年4月19日 - 、NOTTV） - MC
- 東京上級デート＃19　富ヶ谷（2012年8月15日、テレビ朝日）
- 武井壮しらべ 誰もやらなきゃオレがやる!!（2014年5月2日 - 9月26日、MXテレビ）- アシスタント
- マヨなか笑人（2015年5月8日 - 2019年9月28日、読売テレビ）- アシスタント

### ラジオ
- われらイマドキッ!〜DOKODOKI商品研究所〜（2010年4月 - 10月、MBSラジオ）- レギュラー

### 舞台
- NEN,GOO!〜お江戸のスターが勢ぞろい（2008年4月9日 - 13日、於：あうるすぽっと） - お蝶 役

### CM
- NISSAN CUBE
- コーセー ヴィセ「VISEE☆KUMI」篇（2007年1月）
- 大塚製薬 アミノバリュー（2008年7月） - 映画『フライング☆ラビッツ』タイアップCM
- 花王 ビオレさらさらパウダーシート「ボクササイズ」篇（2009年4月）
- ラ チッタデッラ

### ショー
- 東京コレクション
- 東京ランウェイ（2012年9月17日）[12]
- 東京ガールズコレクション（2015年9月27日）[13]
- 神戸コレクション
- 福岡ラブアンドコレクション（2008年9月27日）[14]

### その他
- プロ野球始球式 日本ハム対ソフトバンク戦（2009年4月22日、東京ドーム）
  - 「2009BBMベースボールカード 2ndバージョン」No.802 としてトレーディングカード化された
- ピョコタンのビックリ汁（2009年7月30日、ニコニコ生放送）

## 書籍

### 雑誌連載
- mina専属モデル（2008年1月 - 2009年1月）
- with専属モデル[15][16]（2009年1月 - ）
- GINGERレギュラーモデル（2011年1月 - ）
- and GIRLレギュラーモデル[17]（2012年11月号 - ）
- arレギュラーモデル[18]
- VoCEレギュラーモデル
- Oggiレギュラーモデル[19]（2012年11月号 - ）
- BAILAレギュラーモデル
- SWEETレギュラーモデル

- 美的
- an・an
- ネイルUP！(2013年)
- 週刊文春「原色美女図鑑」（2009年6月11日号）
- ビッグコミックスピリッツ（2009年） - 45号・表紙巻頭グラビア
- InRed

### 著書
- Satokoto（2014年10月11日、エムオン・エンタテインメント）ISBN 978-4789736312